# Kei Kok Tau
Kei Kok Tau (kinesiska: 企角頭, 企角头, 金角头) är en udde i Hongkong (Kina). Den ligger i den nordöstra delen av Hongkong.
Terrängen inåt land är kuperad åt nordväst, men åt sydväst är den platt. Havet är nära Kei Kok Tau åt sydost.  Närmaste större samhälle är Sai Kung, 12,8 km väster om Kei Kok Tau. 